# Уялинский сельский округ (Северо-Казахстанская область)
Уялинский сельский округ (каз. Ұялы ауылдық округі) — административная единица в составе Акжарского района Северо-Казахстанской области Казахстана. Административный центр — Уялы.
Население — 1031 человек (2009; 2079 в 1999, 3534 в 1989).
В состав сельского округа вошла территория ликвидированного Тельманського сельского совета (сёла Найдорф, Амангельды). Сёла Амангельды, Жаркин и аул Буланбай были ликвидированы.

## Административное устройство
| Населенный пункт                 | Население (1989) | Население (1999) | Население (2009) |
| -------------------------------- | ---------------- | ---------------- | ---------------- |
| Аксары, аул                      |                  | 902              | ▼425             |
| Амангельды, село (ликвидировано) | 120              | -                | -                |
| Буланбай, аул (ликвидирован)     | 40               | -                | -                |
| Жаркин, село (ликвидировано)     | 105              | ▼78              | ▼13              |
| Уялы, село                       | 1599             | ▼1099            | ▼593             |